# Graham Bailey
Thomas Graham Bailey (sinh ngày 22 tháng 3 năm 1920) là một cầu thủ bóng đá thi đấu 33 trận ở giải vô địch cho Huddersfield Town và 20 trận cho Sheffield United ở vị trí hậu vệ. Ông sinh ra ở Dawley, Shropshire.